# Hyde Park Corner (stacja metra)
Hyde Park Corner – stacja metra londyńskiego położona w dzielnicy City of Westminster. Działa od 1906 roku i leży na trasie Piccadilly line. Co roku korzysta z niej ok. 5,6 milionów pasażerów. Stacja należy do pierwszej strefy biletowej.